# CEFL – sezona 2015.
Central European Football League je svoje deseto izdanje imala 2015. godine. 

Sudjelovala su četiri kluba iz Austrije, Slovenije i Srbije. Prvak je postala momčad Novi Sad Dukes.

## Sudionici
- Cineplexx Blue Devils - Hohenems
- Ljubljana Silverhawks - Ljubljana
- SBB Vukovi - Beograd
- Novi Sad Dukes - Novi Sad

## Ligaški dio
| mj | klub                  | ut | pob | por | ner | poen+ | poen- |
| -- | --------------------- | -- | --- | --- | --- | ----- | ----- |
| 1. | Novi Sad Dukes        | 3  | 2   | 1   | 0   | 85    | 52    |
| 2. | Ljubljana Silverhawks | 3  | 2   | 1   | 0   | 93    | 58    |
| 3. | SBB Vukovi            | 3  | 2   | 1   | 0   | 96    | 75    |
| 4. | Cineplexx Blue Devils | 3  | 0   | 3   | 0   | 50    | 139   |

### Doigravanje
| klub1                 | rez.          | klub2                 |
| poluzavršnica         | poluzavršnica | poluzavršnica         |
| --------------------- | ------------- | --------------------- |
| Novi Sad Dukes        | 35:0 bb       | Cineplexx Blue Devils |
| Ljubljana Silverhawks | 14:21         | SBB Vukovi            |
|                       |               |                       |
| CEFL Bowl             |               |                       |
| Novi Sad Dukes        | 25:23         | SBB Vukovi            |

## Poveznice i izvori
- Central European Football League
- european-league.com, CEFL 2015., rezultati  Arhivirana inačica izvorne stranice od 4. ožujka 2016. (Wayback Machine), pristupljeno 18. listopada 2015.
- football-aktuell.de, rezultati i ljestvica, pristupljeno 18. listopada 2015.
- Alpe Adria Football League 2015.